# Penthesilenula aotearoa
Penthesilenula aotearoa är en kräftdjursart som först beskrevs av Rossetti, Eagar och Martens 1998.  Penthesilenula aotearoa ingår i släktet Penthesilenula och familjen Darwinulidae. Inga underarter finns listade i Catalogue of Life.